# Плеханов Сергій Якович
Сергі́й Я́кович Плеха́нов (рос. Плеханов Сергей Яковлевич; 14 листопада 1935, село Санча, Можгинський район — 22 серпня 2010, місто Можга) — радянський та російський тренер з лижних перегонів, заслужений тренер СРСР та Росії.
Навчаючись в ремісничому училищі в Іжевську на початку 1950-их років, вподобав лижні перегони. В 1952-53 роках входив до складу збірної Удмуртії. Після переїзду до Можги працював головою спортивного комітету, з 1961 року перейшов на тренерську роботу при Можгинському ветеринарному технікумі. В 1962 році домігся першого успіху як тренер — його учень посів 3 місце в Росії серед лижників із сільськогосподарських навчальних закладів. З 1964 року його учні постійно входили до складу збірної Удмуртії.
За 35 років тренерської роботи підготував 2 майстра спорту міжнародного класу, 9 майстрів спорту, 15 кандидатів в майстри спорту. З 1995 року перебував на пенсії, помер 2010 року.

## Учні
- Ласточкина (Фадеєва) Надія — майстер спорту СРСР з велоперегонів, 6 років була в збірній СРСР
- Городських (Єльцова) Катерина — майстер спорту СРСР з лижних перегонів, була в збірній СРСР, призер чемпіонату СРСР серед юніорів
- Пестерєва Ніна — майстер спорту СРСР з лижних перегонів, була в збірній СРСР
- Парамонова Ніна Аркадіївна — триразова чемпіонка СРСР з лижних перегонів, чемпіонка світу
- Шадрина Тетяна — майстер спорту міжнародного класу, чемпіонка світу з естафетного бігу марафоном 1981 року
- Тихонова Тамара Іванівна — майстер спорту міжнародного класу, дворазова олімпійська чемпіонка, триразова чемпіонка світу, призер першості Європи

## Нагороди
- Заслужений робітник фізичної культури РРФСР (1983)
- Заслужений тренер РРФСР (1986)
- Заслужений тренер СРСР (1989)
- Почесний громадянин міста Можги (1996)